# Asociación Latinoamericana y del Caribe de Jardines Botánicos
La Asociación Latinoamericana y del Caribe de Jardines Botánicos, es una asociación no gubernamental sin ánimo de lucro que agrupa e impulsa a 47 jardines botánicos miembros, situados a lo largo de la geografía de América Latina y el Caribe. Es una red comprometida con la investigación, difusión, educación y conservación de la diversidad vegetal en esta zona.

## Localización
Su domicilio principal será el que corresponda en cada momento, a la sede de quien sea designado Presidente.

## Objetivos
- Promover la cooperación internacional entre las redes de Jardines Botánicos, arboretum y otras instituciones similares que mantengan colecciones científicas de plantas vivas, y entre los científicos y técnicos de tales instituciones.
- Promover el estudio de la Taxonomía de las plantas en beneficio de la humanidad, con un especial interés por el cultivo de plantas de interés económico actual o potencial.
- Incrementar el papel de los jardines botánicos en estrecha relación con otros organismos en lo referente a la conservación de la naturaleza, y promover la colaboración en este campo entre la Asociación y tales organismos o instituciones, para incrementar la educación ambiental a todos los niveles educacionales y al público en general.
- Promover y alentar la conservación de especies raras, extintas en el medio natural, en peligro de extinción o amenazadas mediante la organización de bancos de germoplasma, y otras técnicas y mecanismos de propagación y conservación.
- Promover la documentación e intercambio de información, plantas y especímenes de mutuo interés entre jardines botánicos, arboretos y otras instituciones similares.
- Publicar anualmente el boletín de la Asociación, que continuará llamándose “Plumeria”.